# Capheris transvaalica
Capheris transvaalica är en spindelart som beskrevs av Hewitt 1915. Capheris transvaalica ingår i släktet Capheris och familjen Zodariidae. Inga underarter finns listade.